# Anaqi Ismit
Anaqi Ismit (* 24. August 2001 in Singapur), mit vollständigen Namen Muhamad Anaqi bin Ismit, ist ein singapurischer Fußballspieler.

## Karriere
Anaqi Ismit erlernte das Fußballspielen in der Jugendmannschaft von Home United. Hier unterschrieb er 2019 auch seinen ersten Vertrag. Den Singapore Community Shield gewann der Verein 2019. Im Spiel gegen Albirex Niigata (Singapur) gewann man im Elfmeterschießen. Sein Erstligadebüt feierte er am 18. September 2019 im Spiel gegen Albirex Niigata. Hier wurde er in der 79. Minute für den Australier Oliver Puflett eingewechselt. Im Februar 2020 wurde der Verein von Home United in Lion City Sailors umbenannt. Im Februar 2021 wechselte er auf Leihbasis für eine Saison zum Ligakonkurrenten Tanjong Pagar United. Für Tanjong bestritt er zwölf Erstligaspiele. Dabei schoss er vier Tore. Nach der Ausleihe kehrte er zu den Sailors zurück.

## Erfolge
Home United (Seit 2020: Lion City Sailors)
- Singapore Community Shield: 2019